# هیرایا، ناگانو
هیرایا، ناگانو (به لاتین: Hiraya, Nagano) یک منطقهٔ مسکونی در ژاپن است که در Shimoina District واقع شده‌است. هیرایا ۷۷٫۳۷ کیلومتر مربع مساحت و ۴۹۱ نفر جمعیت دارد.